# Сулейман ибн Абдуллах Аль аш-Шейх
Сулейма́н ибн Абдулла́х ибн Муха́ммад ибн Абд аль-Вахха́б Аль аш-Шейх (араб. سليمان ابن عبد الله آل الشيخ‎; 1785 — 1818) — исламский богослов, факих и мухаддис из рода Аль Шейх, сын Абдуллаха ибн Абд аль-Ваххаба и внук Мухаммада ибн Абд аль-Ваххаба. Короткое время был кадием Мекки.

## Биография
Сулейман ибн Абдуллах родился в 1200 году по мусульманскому календарю (1785 год) в столице Саудовского государства Эд-Диръии. Обучался у своего отца, у Хамда ибн Насира ибн Усмана ибн Муаммара, Абдуллаха ибн Фадиля, Мухаммада ибн Али ибн Гариба и Абд ар-Рахмана ибн Хамиса.
Во время правления Сауда ибн Абдуль-Азиза ибн Мухаммада ибн Сауда Сулейман ибн Абдуллах был назначен кадием Мекки, но вскоре вернулся в родную Эд-Диръию.
Сулейман ибн Абдуллах был застрелен солдатами египетского паши Ибрагима, когда он захватил Эд-Диръию.